# La Galaxie d'art
 (mai 2018).
Si vous disposez d'ouvrages ou d'articles de référence ou si vous connaissez des sites web de qualité traitant du thème abordé ici, merci de compléter l'article en donnant les références utiles à sa vérifiabilité et en les liant à la section « Notes et références ».
La Galaxie d'art (Creative Galaxy) est une série d'animation américaine en 36 épisodes d'environ 29 minutes créée par Angela Santomero, produite par 9 Story Media Group, et diffusée du 19 avril 2013 au 4 juin 2019 sur Amazon Video.